# Präzentor
Präzentor (von lateinisch praecino ‚vorsingen‘) ist ein kirchliches Amt mit der Funktion eines Vorsängers, später allgemein eines Gottesdiensthelfers oder -verantwortlichen. Seine genauen Aufgaben variieren je nach Religion und Epoche.

## Aufgaben
Im Judentum sind die Präzentoren Vorsänger oder Vorbeter, welche die Musik in der Synagoge leiten. Diese Funktion ist mindestens seit 30 v. Chr. nachweisbar und existiert bis heute im Amt des Chasan (Kantor).
Im Christentum der Spätantike wurde als Präzentor zunächst ein kirchlicher Würdenträger bezeichnet, manchmal auch ein Verwaltungsmitarbeiter oder Zeremonienmeister. Er hatte verschiedene Aufgaben: Bei antiphonalen Wechselgesängen wie Psalmen, Hymnen und Responsorien war er Vorsänger, dem der Succentor antwortete. Daneben gab er dem Bischof beim Gottesdienst (etwa bei der Pontifikalvesper) den Ton an, wenn dieser eine Antiphon anzustimmen hatte. Der Präzentor war als caput scholae, prior scholae, magister scholae und primicerius Chorleiter, er war verantwortlich für Zusammensetzung und Ausbildung des Chores, leitete dessen Proben und Auftritte. Im Hochmittelalter übernahm die rein musikalischen Aufgaben in Stiften und Klöstern oft der Succentor; der Präzentor war jetzt allgemein als Zeremoniar für den Ablauf der Liturgie verantwortlich und amtierte häufig zusätzlich als Bibliothekar. Er komponierte gelegentlich Hymnen, Sequenzen usw. auf Bestellung.
Sakristane, Sänger, Chorknaben und Angestellte der Kathedrale standen unter seiner Aufsicht, und er war für Ordnung und Ruhe in der Sakristei verantwortlich. Im Pontifikalamt hatte der Präzentor einen Platz in der Nähe des Bischofs. Sein Amt erforderte langes Lernen und große Fertigkeiten; seine Würde war seinen Pflichten angepasst. In den Kathedralen von Spanien, Frankreich, Deutschland und England stand er in der Hierarchie teilweise direkt hinter dem Domdekan, manchmal sogar gleich hinter dem Archidiakon. Gelegentlich waren seine Befugnisse noch weiter ausgedehnt und umfassten auch die Berufung von Dekanen, Kanonikern und anderen Würdenträgern. Im Laufe des 14. Jahrhunderts jedoch gingen Titel und Funktionen des Präzentors an andere über. Deren musikalisches Wissen reichte oft nicht mehr aus, um den Dienst zu versehen, der dem Amt ursprünglich seinen Namen gegeben hatte. Die Stellung und der Titel blieben somit zwar bestehen, doch die damit verbundenen Funktionen wurden unschärfer. Einige äußere Zeichen dieses Amtes blieben in den Händen anderer Würdenträger erhalten, so der baton cantoral, ein silberner oder weißer Stab.
In der Anglikanischen Kirche ist der Präzentor, in der Regel ein Kleriker, für die Vorbereitung des Gottesdienstes zuständig. Diese Position gibt es meist nur in großen Kirchen; so haben die meisten Kathedralen einen Präzentor, der Liturgie und Gottesdienst organisiert. Ein Kathedralpräzentor ist in der Regel ein Kapitularkanoniker oder Benefiziat und kann von einem Succentor unterstützt werden, speziell bei der täglichen Aufgabe des chorischen Vorsängers. In einigen Kathedralen, beispielsweise in Canterbury, ist der Präzentor ein niederer Kanoniker und in dieser Funktion nicht Mitglied des Kapitels.
Im lutherischen Gottesdienst der Barockzeit, so z. B. in der Amtszeit Johann Sebastian Bachs als Thomaskantor, konnte es einen Praecentor geben, dessen Aufgabe es war, für die Gemeinde die (oft unbegleiteten) Choräle anzustimmen.